# Al-Ubajjid
Al-Ubajjid (arab. الأبيض, Al-‛Ubayyiḑ) – miasto w środkowym Sudanie, stolica stanu Kordofan Północny, liczy ok. 229,5 tys. mieszkańców (stan z roku 1993).

## Transport
Al-Ubajjid jest ważnym węzłem komunikacyjnym - krzyżują się trasy karawan. Przez miasto przebiega również szlak pielgrzymów wiodący z Nigerii do Mekki. Obecnie znajduje się tu również lotnisko międzynarodowe i rafineria ropy naftowej.
Miasto jest stacją końcową linii kolejowej kolei sudańskich Chartum-Kusti-Al-Ubajjid.